# 希奧利艾朱利葉斯·雅諾尼斯文理中學
希奧利艾朱利葉斯·雅諾尼斯文理中學，創校時名為希奧利艾男子文理中學，是一所位於立陶宛共和國希奧利艾的公立文理中學，創校於1851年，是立陶宛最古老的學校之一，提供9至12年級中學教育。該校培育出許多立陶宛文化、政治菁英，包括4位立陶宛獨立法案簽署者。1946年，校方將立陶宛詩人朱利葉斯·雅諾尼斯的名字冠上校名，以茲紀念。

## 校史
1838年，希奧利艾的貴族及市內猶太社群倡議在當地開辦文理中學，當時立陶宛仍受俄羅斯帝國統治，希奧利艾由科夫諾省轄屬。他們認為，科夫諾省境內僅有一所位於考那斯、由克拉日艾學院搬遷改組的文理中學，無法滿足科夫諾省學生教育需求。這兩個群體都承諾提供建校資金，並於1839年買下一片地產，也開辦一所臨時性的五年制學校。1845年，開始施工興建校舍，並於1850年完工。校方向格羅德諾省斯維斯洛奇的文理中學調度、轉讓一些教師、書籍、家具和其他學校用品，而原本的臨時學校則遷至斯維斯洛奇。
1851年8月30日，這所七年制的男子學校正式開學，首年招收297名學生，大多是當地貴族與俄羅斯官員的子弟。該校未規範學生年齡下限，因此有些學生就學時已經20多歲。教師大多是俄羅斯人，以俄羅斯語為教學用語。學費最初為每年10盧布，1859年後調升至每年40盧布，但資優學生、清貧學子可酌予減免。俄羅斯廢除農奴制後，出身農家的學生逐漸增加，學生人數一度增加到570人；但一月起義爆發後，學生人數又下降到180人至202人。1882年，該校學生人數回升至524人，但又因政府頒布新禁令而下跌。1887年，校方限制猶太學生數量為學生總數的10%。1898年，當地另立女子文理中學，提供女學生教育機會。
希奧利艾中學圖書館以斯維斯洛奇文理中學轉讓的2,000本書籍為基礎；1852年增至2,365本；1861年增至2847本書籍，涵蓋961項學科分類。1864年，希奧利艾公立圖書館閉館，轉讓部分書籍給希奧利艾中學，藏書量大增至5,731本。1915年，學校因第一次世界大戰暫時關閉前，該校圖書館共有11,327本書。
第一次世界大戰期間，希奧利艾中學校舍被改建為德國軍事醫院，建築物遭受嚴重損壞。1922年，希奧利艾中學在原址繼續辦學，當時有650名男女學生。1928年，女子文理中學獨立設校。1946年，希奧利艾中學冠上立陶宛詩人朱利葉斯·雅諾尼斯的名字。1950年，校方重建、擴建校舍，增建第三層樓。1954年，該校恢復為男女同校，重新招收女學生。1970年，校史博物館開幕，至2010年時共有3,448件展示品。1996年，該校被選錄為立陶宛歷史名校。

## 校名
希奧利艾中學的校名演變如下：
- 1851年：希奧利艾男子文理中學
- 1920年：希奧利艾市立文理中學
- 1928年：希奧利艾市立男子文理中學
- 1946年：朱利葉斯·雅諾尼斯中學
- 1996年：朱利葉斯·雅諾尼斯文理中學

## 知名校友
- 1870年：彼特拉斯·維萊希斯（英语：Petras Vileišis），工程師、《維爾紐斯新聞（英语：Vilniaus žinios）》創辦人
- 1870年：格比亞魯斯·藍斯柏吉斯-熱姆卡爾尼斯（英语：Gabrielius Landsbergis-Žemkalnis），編劇家
- 1891年：約納斯·維雷希斯（英语：Jonas Vileišis），律師、立陶宛獨立法案簽署者
- 1893年：阿方薩斯·佩特魯利斯（英语：Alfonsas Petrulis），神父、立陶宛獨立法案簽署者
- 1894年：波維拉斯·維辛斯基（英语：Povilas Višinskis），記者
- 1898年：斯蒂芬納斯·凱瑞斯，工程師、教授、立陶宛獨立法案簽署者
- 1899年：孔斯坦蒂納斯·沙克尼斯，教育部長
- 1901年：米科拉斯·比爾日什卡，教授、立陶宛獨立法案簽署者
- 1903年：瓦茨洛瓦斯·比爾日什卡（英语：Vaclovas Biržiška），書志學家、教授
- 1904年：維克托拉斯·比爾日什卡（英语：Viktoras Biržiška），工程師、大學教授
- 1905年：斯塔塞斯·薩爾考斯基斯（英语：Stasys Šalkauskis），哲學家
- 1915年：朱利葉斯·雅諾尼斯（英语：Julius Janonis），詩人
- 1923年：約奧扎斯·波克施泰利斯（英语：Juozas Paukštelis），作家
- 1924年：約奧扎斯·格魯沙斯（英语：Juozas Grušas），作家、編劇家
- 1925年：弗拉達斯·纽恩卡，立陶宛苏维埃社会主义共和国最高苏维埃主席
- 1926年：史塔西斯·烏辛斯卡斯（英语：Stasys Ušinskas），彩繪玻璃藝術家
- 1928年：柯斯塔斯·科薩克斯，詩人、文學評論家
- 1929年：喬納斯·諾雷卡（英语：Jonas Noreika），立陶宛游擊隊員
- 1941年：雅各布·明克維丘斯（英语：Jokūbas Minkevičius），哲學家
- 1941年：奧萊加斯·特魯恰納斯（英语：Olegas Truchanas），旅行家、攝影師
- 1946年：紹柳斯·松德茨基斯（英语：Saulius Sondeckis），指揮家
- 1949年：維陶塔斯·策克納斯基斯（英语：Vytautas Čekanauskas），建築師
- 1949年：維特尼斯·里姆庫斯（英语：Vytenis Rimkus），畫家、藝術史學家
- 1979年：沙魯納斯·比魯提斯（英语：Šarūnas Birutis），歐洲議會議員
- 1987年：拉姆納斯·卡包斯基斯，立陶宛農民與綠人聯盟黨主席
- 2007年：戴曼特·科內特（英语：Deimantė Daulytė），西洋棋手

## 外部連結
- 官方网站（立陶宛文）